# Liste der Highways in Ontario
Diese Liste stellt eine Übersicht über die Highways in der ostkanadischen Provinz Ontario dar. Die sogenannte 400er Serie besteht aus autobahnähnlich ausgebauten Strecken (Freeways bzw. Expressways). Die Highways in Ontario stehen unter Verwaltung der Provinz, einzige Ausnahme bildet der 407 ETR, der privat finanziert wurde und unter Verwaltung von 407 ETR Concession Company Limited.

## 400er Serie
| Zeichen                                         | Nummer | Name                              | Beginn                     | Ende                                    | Länge in km |
| ----------------------------------------------- | ------ | --------------------------------- | -------------------------- | --------------------------------------- | ----------- |
| Ontario Highway 400 · Trans-Canada Highway      | 400    | Toronto–Barrie Highway            | Nobel, weiter auf          | Toronto                                 | 226         |
| Ontario Highway 401 · Macdonald–Cartier Freeway | 401    | Macdonald–Cartier Freeway         | Windsor, weiter auf        | South Glengarry, weiter auf             | 818         |
| Ontario Highway 402                             | 402    |                                   | Point Edward, weiter auf   | London, weiter auf                      | 103         |
| Ontario Highway 403                             | 403    | Chedoke Expressway                | Woodstock, weiter auf      | Mississauga, weiter auf                 | 125         |
| Ontario Highway 404                             | 404    |                                   | Toronto, weiter auf        | East Gwillimbury                        | 37          |
| Ontario Highway 405                             | 405    | General Brock Parkway             | St. Catharines, weiter auf | Niagara Falls, weiter auf               | 9           |
| Ontario Highway 406                             | 406    |                                   | Thorold, weiter auf        | St. Catharines, weiter auf              | 26          |
| Ontario Highway 407                             | 407    | Express Toll Route                | Burlington, weiter auf     | Pickering, weiter auf                   | 107         |
| Ontario Highway 409                             | 409    | Belfield Expressway               | Pearson Airport            | Toronto, weiter auf                     | 6           |
| Ontario Highway 410                             | 410    |                                   | Mississauga, weiter auf    | Caledon, weiter auf                     | 20          |
| Ontario Highway 416                             | 416    | Veterans Memorial Highway         | Johnstown, weiter auf      | Ottawa, weiter auf                      | 76          |
| Ontario Highway 417 · Trans-Canada Highway      | 417    | Queensway                         | Arnprior, weiter auf       | East Hawkesbury, weiter auf             | 181         |
| Ontario Highway 420                             | 420    | Niagara Veterans Memorial Highway | Niagara Falls              | Niagara Falls                           | 3           |
| Ontario Highway 427                             | 427    |                                   | Toronto, weiter auf        | Vaughan                                 | 20          |
| Queen Elizabeth Way                             | QEW    | Queen Elizabeth Way               | Fort Erie                  | Toronto, weiter auf Gardiner Expressway | 139         |

## The King's Highways
| Zeichen                                   | Nummer | Name                       | Beginn                        | Ende                             | Länge in km |
| ----------------------------------------- | ------ | -------------------------- | ----------------------------- | -------------------------------- | ----------- |
| Ontario Highway 2                         | 2      |                            | Gananoque                     | Gananoque, weiter auf            | 1           |
| Ontario Highway 3                         | 3      | Talbot Trail               | Windsor, weiter auf           | Fort Erie                        | 261         |
| Ontario Highway 4                         | 4      |                            | St. Thomas, weiter auf        | Clinton, weiter auf              | 101         |
| Ontario Highway 5                         | 5      |                            | Dundas, weiter auf            | Waterdown, weiter auf            | 13          |
| Ontario Highway 6                         | 6      | Garafraxa Road             | Port Dover                    | Baldwin, weiter auf              | 480         |
| Ontario Highway 7 · Trans-Canada Highway  | 7      |                            | Elginfield, weiter auf        | Norval                           | 153         |
| Ontario Highway 7 · Trans-Canada Highway  | 7      | Markham                    | Kanata, weiter auf            | 384                              |             |
| Ontario Highway 7A                        | 7A     |                            | Port Perry, weiter auf        | Peterborough, weiter auf         | 48          |
| Ontario Highway 8                         | 8      |                            | Goderich, weiter auf          | Dundas, weiter auf               | 139         |
| Ontario Highway 9                         | 9      |                            | Kincardine, weiter auf        | Harriston, weiter auf            | 73          |
| Ontario Highway 9                         | 9      | Orangeville, weiter auf    | Newmarket, weiter auf         | 46                               |             |
| Ontario Highway 10                        | 10     | Hurontario Street          | Caledon, weiter auf           | Owen Sound, weiter auf           | 136         |
| Ontario Highway 11 · Trans-Canada Highway | 11     |                            | Cochrane, weiter auf          | Barrie, weiter auf               | 1780        |
| Ontario Highway 12 · Trans-Canada Highway | 12     |                            | Brooklin                      | Midland, weiter auf              | 145         |
| Ontario Highway 15                        | 15     |                            | Kingston, weiter auf          | Carleton Place, weiter auf       | 113         |
| Ontario Highway 16                        | 16     |                            | Prescott, weiter auf          | Prescott, weiter auf             | 4           |
| Ontario Highway 17 · Trans-Canada Highway | 17     | Trans-Canada Highway       | Kenora, weiter auf            | Arnprior, weiter auf             | 1964        |
| Ontario Highway 17A                       | 17A    | Kenora Bypass              | Keewatin, weiter auf          | Kenora, weiter auf               | 34          |
| Ontario Highway 19                        | 19     |                            | Tillsonburg, weiter auf       | Ingersoll, weiter auf            | 24          |
| Ontario Highway 20                        | 20     | Lundy's Lane               | Allanburg, weiter auf         | Niagara Falls                    | 2           |
| Ontario Highway 21 · Bluewater Trail      | 21     | Bluewater Highway          | Wyoming, weiter auf           | Owen Sound, weiter auf           | 227         |
| Ontario Highway 23                        | 23     |                            | Elginfield, weiter auf        | Owen Sound, weiter auf           | 98          |
| Ontario Highway 24                        | 24     |                            | Simcoe, weiter auf            | Cambridge                        | 65          |
| Ontario Highway 26                        | 26     |                            | Owen Sound, weiter auf        | Barrie, weiter auf               | 116         |
| Ontario Highway 28                        | 28     |                            | Peterborough, weiter auf      | Denbigh, weiter auf              | 163         |
| Ontario Highway 33                        | 33     | Loyalist Parkway           | Bloomfield, weiter auf        | Kingston                         | 61          |
| Ontario Highway 34                        | 34     |                            | Vankleek Hill, weiter auf     | Hawkesbury, weiter auf           | 17          |
| Ontario Highway 35                        | 35     |                            | Newcastle, weiter auf         | Algonquin Park, weiter auf       | 196         |
| Ontario Highway 37                        | 37     |                            | Belleville, weiter auf        | Actinolite, weiter auf           | 44          |
| Ontario Highway 40                        | 40     |                            | Chatham–Kent, weiter auf      | Sarnia, weiter auf               | 92          |
| Ontario Highway 41                        | 41     |                            | Kaladar, weiter auf           | Pembroke, weiter auf             | 161         |
| Ontario Highway 48                        | 48     | Markham Road               | Markham                       | Beaverton, weiter auf            | 63          |
| Ontario Highway 49                        | 49     |                            | Prince Edward County          | Marysville                       | 6           |
| Ontario Highway 58                        | 58     |                            | Port Colborne, weiter auf     | Welland, weiter auf              | 7           |
| Ontario Highway 58                        | 58     | Allanburg, weiter auf      | Thorold, weiter auf           | 8                                |             |
| Ontario Highway 58A                       | 58A    | Townline Tunnel            | Welland, weiter auf           | Welland, weiter auf              | 4           |
| Ontario Highway 60                        | 60     | Frank A. McDougall Parkway | Huntsville, weiter auf        | Renfrew, weiter auf              | 256         |
| Ontario Highway 61                        | 61     |                            | Neebing, weiter auf           | Thunder Bay, weiter auf          | 61          |
| Ontario Highway 62                        | 62     |                            | Bloomfield, weiter auf        | Maynooth, weiter auf             | 166         |
| Ontario Highway 63                        | 63     |                            | North Bay                     | Thorne, weiter auf               | 64          |
| Ontario Highway 64                        | 64     |                            | Rutter, weiter auf            | Marten River, weiter auf         | 145         |
| Ontario Highway 65                        | 65     |                            | Matachewan, weiter auf        | Casey Township, weiter auf       | 123         |
| Ontario Highway 66 · Trans-Canada Highway | 66     |                            | Matachewan                    | Larder Lake, weiter auf          | 102         |
| Ontario Highway 67                        | 67     |                            | Porquis Junction, weiter auf  | Iroquois Falls                   | 11          |
| Ontario Highway 69 · Trans-Canada Highway | 69     | Trans-Canada Highway       | MacTier, weiter auf           | Sudbury, weiter auf              | 198         |
| Ontario Highway 71 · Trans-Canada Highway | 71     | Trans-Canada Highway       | Fort Frances, weiter auf      | Kenora, weiter auf               | 194         |
| Ontario Highway 72                        | 72     |                            | Dinorwic, weiter auf          | Sioux Lookout                    | 69          |
| Ontario Highway 77                        | 77     |                            | Leamington, weiter auf        | Comber, weiter auf               | 23          |
| Ontario Highway 85                        | 85     |                            | Kitchener                     | St. Jacobs                       | 10          |
| Ontario Highway 89                        | 89     |                            | Harriston, weiter auf         | Cookstown, weiter auf            | 107         |
| Ontario Highway 93                        | 93     |                            | Barrie, weiter auf            | Midland, weiter auf              | 24          |
| Ontario Highway 94                        | 94     |                            | Callander                     | Corbeil, weiter auf              | 12          |
| Ontario Highway 101                       | 101    |                            | Wawa, weiter auf              | Black River-Matheson, weiter auf | 473         |
| Ontario Highway 102                       | 102    |                            | Sistonens Corners, weiter auf | Thunder Bay, weiter auf          | 33          |
| Ontario Highway 105                       | 105    |                            | Vermilion Bay, weiter auf     | Red Lake                         | 174         |
| Ontario Highway 108                       | 108    |                            | Serpent River, weiter auf     | Elliot Lake                      | 42          |
| Ontario Highway 112                       | 112    |                            | Tarzwell, weiter auf          | Kirkland Lake, weiter auf        | 20          |
| Ontario Highway 115                       | 115    |                            | Newcastle, weiter auf         | Peterborough, weiter auf         | 57          |
| Ontario Highway 118                       | 118    |                            | Bracebridge, weiter auf       | Bancroft, weiter auf             | 128         |
| Ontario Highway 124                       | 124    |                            | Parry Sound, weiter auf       | Sundridge, weiter auf            | 75          |
| Ontario Highway 125                       | 125    |                            | Red Lake, weiter auf          | Cochenour                        | 14          |
| Ontario Highway 127                       | 127    |                            | Maynooth, weiter auf          | Whitney, weiter auf              | 39          |
| Ontario Highway 129                       | 129    |                            | Thessalon, weiter auf         | Chapleau                         | 221         |
| Ontario Highway 130                       | 130    |                            | Thunder Bay, weiter auf       | Thunder Bay, weiter auf          | 15          |
| Ontario Highway 132                       | 132    |                            | Dacre, weiter auf             | Renfrew, weiter auf              | 30          |
| Ontario Highway 137                       | 137    |                            | Hill Island, weiter auf       | Lansdowne, weiter auf            | 4           |
| Ontario Highway 138                       | 138    |                            | Cornwall                      | Casselman, weiter auf            | 39          |
| Ontario Highway 140                       | 140    |                            | Port Colborne, weiter auf     | Welland                          | 11          |
| Ontario Highway 141                       | 141    |                            | Parry Sound, weiter auf       | Port Sydney, weiter auf          | 54          |
| Ontario Highway 144                       | 144    |                            | Sudbury, weiter auf           | Timmins, weiter auf              | 272         |
| Ontario Highway 148                       | 148    |                            | Pembroke                      | Cotnam Island, weiter auf        | 7           |